# Ana Foxxx
Ana Foxxx, née le 29 octobre 1988 à Rialto, Californie, est une actrice pornographique américaine.

## Filmographie partielle
- 2012 : Finger Lickin Girlfriends 2
- 2012 : Tara Loves Shyla
- 2013 : Foot Worship 32030
- 2013 : Four Rooms: Los Angeles
- 2014 : Black Lesbian Seductions
- 2014 : Women Seeking Women 109
- 2015 : All Of Her
- 2015 : Pussy Whipped 3
- 2015 : Tangerine de Sean Baker
- 2016 : Black Anal Asses
- 2016 : Black Couples Dominate White Girls
- 2017 : Anal Destruction 2
- 2017 : Lesbian Beauties 19: All Black Beauties
- 2018 : Becoming Elsa
- 2018 : Women Seeking Women 154

## Récompenses et nominations
| Année | Cérémonie        | Résultat   | Prix                                                                              |
| ----- | ---------------- | ---------- | --------------------------------------------------------------------------------- |
| 2012  | Urban X Award    | Nomination | Rising Star (Female)                                                              |
| 2013  | AVN Award        | Nomination | Best New Starlet                                                                  |
| 2013  | NightMoves Award | Nomination | Best Ethnic Performer                                                             |
| 2014  | XBIZ Award       | Nomination | Best New Starlet                                                                  |
| 2018  | XBIZ Award       | Lauréat    | Meilleure scène de sexe dans un film 100% sexe (Best Sex Scene - All-Sex Release) |